# Tazawa Hiroyuki
Hiroyuki Tazawa (sinh ngày 29 tháng 4 năm 1978) là một cầu thủ bóng đá người Nhật Bản.

## Sự nghiệp câu lạc bộ
Hiroyuki Tazawa đã từng chơi cho Yokohama F. Marinos và Vegalta Sendai.